# 한국조리박물관
한국조리박물관은 경기도 안성시에 있는 사립 박물관이다.

## 연혁
- 2020년 2월 20일 개관.